# George E. Mueller

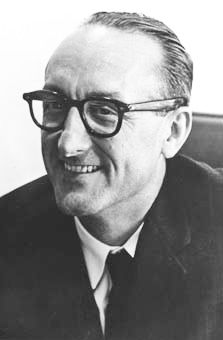
George Mueller

George Edwin Mueller, ausgesprochen Miller (* 16. Juli 1918 in St. Louis, Missouri; † 12. Oktober 2015), war ein US-amerikanischer Elektro- und Raumfahrtingenieur. Er war einer der führenden Manager der NASA während des Apollo-Programms und Leiter des Office of Manned Space Flight (OMSF) von 1963 bis 1969.

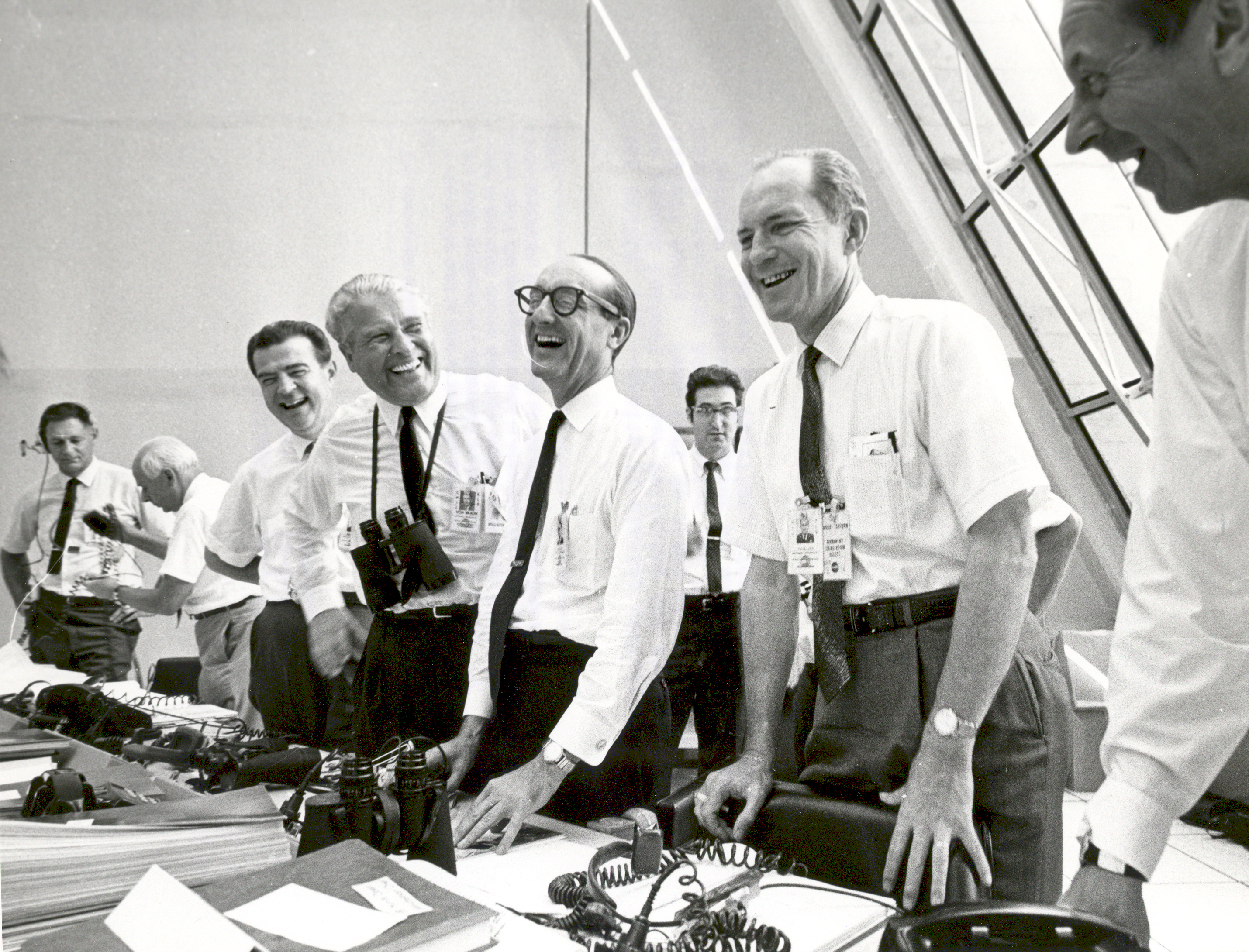
George Mueller rechts neben Wernher von Braun nach dem Abheben von Apollo 11 am 16. Juli 1969

## Leben
Muellers Eltern waren Deutsch-Amerikaner, er selbst sprach aber nur wenig Deutsch. Sein Vater war Elektriker und auch Mueller zeigte früh ein Talent für Technik. Er studierte Elektrotechnik an der Missouri School of Mines and Technology mit dem Bachelor-Abschluss 1938 und dem Master-Abschluss an der Purdue University 1940. Nach dem Bachelor-Abschluss richtete er ein Fernseh-Aufnahmesystem an der Purdue University in einem Projekt von RCA ein und ging an die Bell Laboratories (1940 bis 1946), wo er im Zweiten Weltkrieg an Radar in Flugzeugen arbeitete. Nebenbei studierte er und wurde 1951 an der Ohio State University in Physik promoviert (über Antennentechnik). Er lehrte danach bis 1957 als Professor an der Universität und leitete das Programm über dielektrische Antennen, beriet aber gleichzeitig die Firma Ramo-Wooldridge (später von TRW Inc. übernommen) unter anderem in Radartechnik für Raketen. 1958 wechselte er zu TRW als Leiter des Elektronik-Labors in den Space Technology Laboratories in Redondo Beach.
1963 holte ihn NASA-Direktor James Edwin Webb als Leiter des OMSF (ab 1964 als Acting Director des Apollo-Programms). Er reorganisierte und straffte die Managementstrukturen und setzte das Konzept des All-up-testing für die Saturn V durch, das heißt gleichzeitiger Test aller Stufen. Die ersten beiden Tests waren erfolgreich (der erste All up Test war mit Apollo 4 im November 1967), im dritten Start ging Apollo 8 1968 in eine Mondumlaufbahn und der sechste Start war schon die Mondlandung von Apollo 11. Aufgrund seiner Kontakte mit dem militärischen Raketenprogramm holte er auch eine ganze Reihe Air-Force-Offiziere aus dem Minuteman-Programm ins Apollo-Programm, unter anderem dessen Leiter Samuel C. Phillips.
Er war schon Mitte der 1960er Jahre in der NASA an der Planung für Nachfolgeprojekte von Apollo beteiligt und auch an den frühen Entscheidungen für das Space Shuttle. Ende 1969 verließ er die NASA und ging in die Industrie. Er war einige Zeit Senior Vice President von General Dynamics und wurde 1971 Vorsitzender der System Development Corporation (SDC) in Santa Monica, die komplexe Rechnersysteme für das Militär entwickelten und 1980 von Burroughs übernommen wurden. Dort blieb er bis 1984. Danach war er Präsident der International Academy of Astronautics. 1995 bis 2004 war er CEO von Kistler Aerospace.
1970 erhielt er die National Medal of Science, und er war mehrfacher Ehrendoktor. 1989 war er Präsident des American Institute of Aeronautics and Astronautics. Er war Fellow der American Association for the Advancement of Science, der National Academy of Engineering, der Royal Aeronautical Society, der British Interplanetary Society, der American Physical Society, der IEEE und der American Geophysical Union.